# Terence Burns, Baron Burns

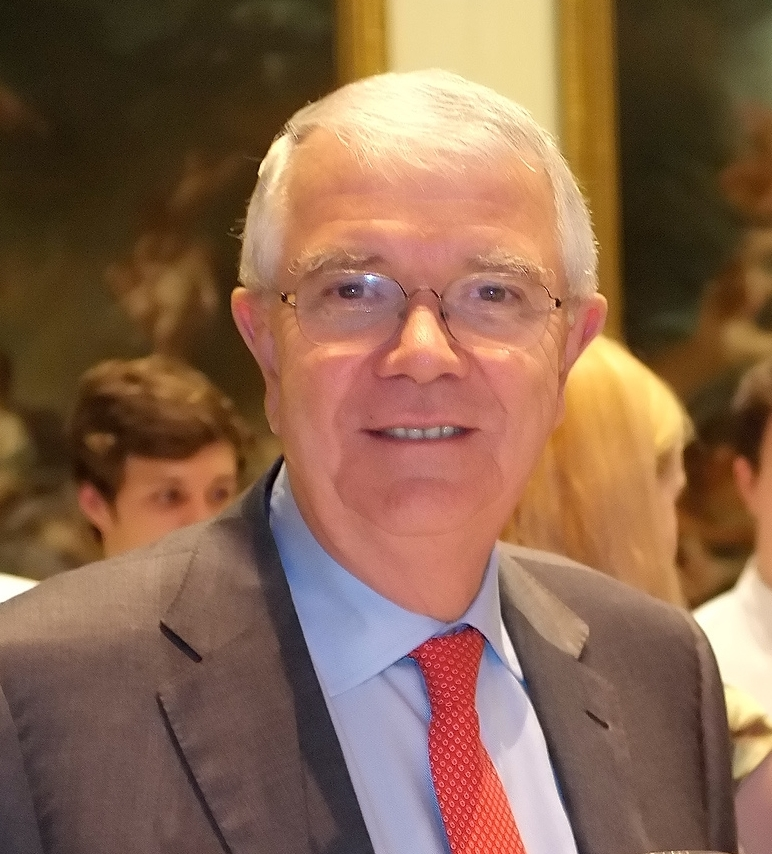
Terence Burns, Baron Burns

Terence (Terry) Burns, Baron Burns, GCB (* 13. März 1944 in Hetton-Le-Hole, County Durham) ist ein britischer Ökonom, Politiker und Life Peer.

## Leben und Karriere

### Herkunft, Ausbildung und Beruf
Terence Burns wurde als Sohn von Patrick Owen Burns, einem Bergarbeiter, und Doris Burns in Hetton-Le-Hole, einer kleinen Bergarbeiterstadt, im County Durham geboren und wuchs dort auch auf. Er besuchte die Houghton-le-Spring Grammar School und die University of Manchester, wo er 1965 einen Bachelor of Arts in Wirtschaftswissenschaften erwarb. Danach begann er seine akademische Laufbahn als Wissenschaftlicher Mitarbeiter an der London School of Economics; 1979 wurde er dort Professor für Wirtschaftswissenschaften.

### Tätigkeit für die Regierung
Seine Arbeit für die britische Regierung begann er beim britischen Finanz- und Wirtschaftsministerium als Mitglied des HM Treasury Academic Panel (1976–1979). Burns galt als Anhänger der früheren Premierministerin Margaret Thatcher, als sogenannter „Thatcherite“. 1980 wurde er vom damaligen Schatzkanzler Geoffrey Howe als leitender Wirtschaftsberater (Chief Economic Advisor) und Head of the Government Economic Service berufen. Diese Positionen hatte er von 1980 bis 1991 inne; von 1991 bis 1998 war er als Staatssekretär (Permanent Secretary) beim HM Treasury tätig. Burns war von 1999 bis 2001 Mitglied der Commission on Parliamentary Scrutiny der Hansard Society. Er war Mitglied des Scottish Fee Support Review (1998–2000). Burns’ Verhältnis zu den früheren Schatzkanzlern von Howe bis Kenneth Clarke galt im Allgemeinen als gut; im Verhältnis mit Gordon Brown soll es auch zu Spannungen gekommen sein.
Er war außerdem Vorsitzender (Chairman) des Committee of Inquiry into Hunting with Dogs in England and Wales (2000). Im Juni 2000 veröffentlichte Burns seinen Untersuchungsbericht über die Hetzjagden mit Hunden, die sog. Burns Inquiry. Burns legte darin eine Analyse der wirtschaftlichen, arbeitsmarktpolitischen und sozio-kulturellen Implikationen der Hetz- und Treibjagden in Großbritannien vor.
Er war von 2000 bis 2001 Vorsitzender (Chairman) der National Lottery Commission. 2003 wurde er zum Berater (Independent Adviser) des Secretary of State für die BBC Charter Review ernannt.

### Positionen in der Wirtschaft
Burns wurde 1999 Non-Executive Director des Medienkonzerns Pearson plc, 2004 wurde er Senior Independent Director. Er war auch Non-Executive Director der Legal and General Group plc (1999–2001), dabei von 2000 bis 2001 Vorsitzender (Chairman) des Audit Committee, sowie des Immobilienunternehmens The British Land Company plc (2000–2005). Im Juli 2000 wurde er zum Non-Executive Chairman von Glas Cymru Ltd (Welsh Water) ernannt.
Im Februar 2002 wurde er Vorsitzender der britischen Bank und früheren Bausparkasse Abbey National plc; dort war er zuvor 2001 stellvertretender Vorsitzender (Deputy Chairman). Im Dezember 2004 wurde er Non-Executive Director der Banco Santander Central Hispano S.A. Von 2006 bis 2008 war er Vorsitzender (Chairman) des britischen Einzelhandelsunternehmens Marks and Spencer, nachdem er zuvor seit 2005 stellvertretender Vorsitzender (Deputy Chairman) war.
Am 5. November 2009 wurde er als designierter Vorsitzender (Chairman) von Channel 4 als Nachfolger von Luke Johnson bekanntgegeben, der am 27. Januar 2010 nach sechs Jahren zurücktrat. Seit 2010 ist er Vorsitzender (Chairman) der Channel 4 Television Corporation.

### Weitere Ämter
Von 1993 bis 1998 war er Mitglied des Verwaltungsrates (Board of Management) der Management Manchester Business School. Burns war 1999 Vorsitzender (Chairman) der Financial Services and Markets Joint Commission.
Burns ist seit 1998 Präsident der Society of Business Economists, zuvor war er seit 1985 Vizepräsident. Seit 2003 ist er Präsident des National Institute of Economic and Social Research, zuvor war er dort Direktor (Governor). Er ist auch Vizepräsident (Vice-President) der Royal Economic Society.
2001 wurde er zum Vorsitzenden (Chairman) des Monteverdi Choir and Orchestra ernannt, nachdem er seit 1998 Mitglied des Treuhandrates war. 2002 wurde er Vorsitzender (Chairman) des Vorstandes (Governing Body) der Royal Academy of Music, wo er seit 1998 Direktor (Governor) war. Von 1996 bis 2001 war er Non-Executive Director der Queens Park Rangers. 2004 wurde Burns zum Vorsitzenden (Chairman) des FA Structural Review des führenden britischen Fußballverbandes The Football Association ernannt; er legte seinen Abschlussbericht am 12. August 2005 vor.

## Mitgliedschaft im House of Lords
Burns wurde am 13. Juni 1998, in Anerkennung seiner Verdienste als früherer leitender Wirtschaftsberater (Chief Economic Advisor) und Permanent Secretary beim HM Treasury, zum Life Peer als Baron Burns, of Pitshanger in the London Borough of Ealing ernannt. Seine offizielle Einführung ins House of Lords erfolgte am 29. Juli 1998 mit der Unterstützung von David Simon, Baron Simon of Highbury und Robin Butler, Baron Butler of Brockwell. Dort sitzt er als Crossbencher. Seine Antrittsrede hielt er am 13. Oktober 1998.
An Sitzungstagen ist Burns nur unregelmäßig anwesend.

## Ehrungen
Burns wurde 1983 zum Knight Bachelor und 1995 zum Knight Grand Cross des Order of the Bath (GCB) geschlagen. Er ist Träger von Ehrendoktorwürden und Professuren von mehreren britischen Universitäten, darunter der University of Sunderland und der University of Sheffield.
Burns ist Fellow der London Business School seit 1989. Außerdem wurde er 2012 Honorary Fellow der Cardiff Metropolitan University. Von 1991 bis 1997 war er Visiting Fellow des Nuffield College. 1992 wurde er Companion des Institute of Management.

## Familie
Burns ist seit 1969 mit Anne Elizabeth Powell verheiratet. Sie haben einen Sohn und zwei Töchter.

## Veröffentlichungen
- The Interpretation and Use of Economic Predictions: Discussion, Proceedings of the Royal Society of London. Series A, Mathematical and Physical Sciences, Volume 407, Issue 1832, 1986, ISBN unbekannt (mit A. Britton, Randolph Quirk, Peter Mathias und John Mason)
- The UK Government's Financial Strategy, Verlag unbekannt, 1988, ISBN unbekannt